# Shizishan (stadsdistrikt)
Shizishan var ett stadsdistrikt i Tongling i Anhui-provinsen i östra Kina. I oktober 2015 slogs det samman med stadsdistriktet Tongguanshan och bildade det nya stadsdistriktet Tongguan. 
En del av stadsdistriktet utgör det nuvarande stadsdelsdistriktet Shizishan. 